# روسپی (فیلم ۱۹۹۱)
روسپی (انگلیسی: Whore) فیلمی بریتانیایی-آمریکایی در سبک درام به کارگردانی کن راسل است که در سال ۱۹۹۱ منتشر شد. از بازیگران آن می‌توان به ترزا راسل، جک نانس و جینجر آلن اشاره کرد.